# Basusarri
Basusarri (en francès i oficialment Bassussarry) és un municipi d'Iparralde al territori de Lapurdi, que pertany administrativament al departament dels Pirineus Atlàntics (regió de la Nova Aquitània).
La comuna de Basusarri es troba limitada al nord pels municipis de Anglet i Baiona, Milafranga a l'est i amb Arrangoitze i Uztaritze al sud. El terme municipal està travessat pel curs de l'Errobi, afluent de l'Adur.

## Demografia
| 1901 | 1962 | 1968 | 1975 | 1982 | 1990 | 1999 |
| ---- | ---- | ---- | ---- | ---- | ---- | ---- |
| 420  | 350  | 483  | 715  | 890  | 1056 | 1817 |
|      |      |      |      |      |      |      |

## Administració
| Data d'elecció                               | Nom         | Qualitat |
| -------------------------------------------- | ----------- | -------- |
| Les dades anteriors a 1995 són desconegudes. |             |          |
| 1995                                         | Paul Baudry |          |
| 2001                                         | Paul Baudry |          |